# Досенко Віктор Євгенович
Ві́ктор Євге́нович Досенко (нар. 3 червня 1970, Львів, УРСР) — український патофізіолог, генетик, завідувач відділу загальної та молекулярної патофізіології Інституту фізіології імені О. О. Богомольця НАН України, професор.

## Родина
Віктор Досенко народився у Львові. Батько — Євген Досенко, учень Миколи Колесси, обіймав посаду головного диригента та композитора фольклорно-етнографічного ансамблю «Калина» та дитячої студії «Світанок», заслужений діяч мистецтв України, старший викладач Національної музичної академії ім. П. І. Чайковського. Дід Євгена Досенка — Досенко-Журба Олександр Васильович, музикант-бандурист, один з перших лауреатів звання Заслужений артист УРСР.
Мати Чернова Ірина Вікторівна — український музикознавець, культуролог. Заслужений працівник народної освіти України, кандидат мистецтвознавства, доцент Львівської національної музичної академії ім. М. Лисенка. Батько матері Віктор Чернов — доктор медичних наук, завідувач кафедрами Львівського медичного університету
Має молодшого брата Дмитра. Був у шлюбі з Іриною Досенко (Мельниковою) (кандидат медичних наук, хірург онколог-мамолог), має доньку Ганну.

## Освіта і професійна діяльність
Навчався у Смоленській медичній академії, потім у Київському медичному інституті. У 1995 році здобув диплом лікаря з відзнакою за спеціальністю «лікарська справа». З того ж року почав працювати на кафедрі патофізіології. 1998 року закінчив аспірантуру при кафедрі, захистив кандидатську дисертацію під керівництвом професорів Юрія Биця і Кузьми Веремеєнка на тему «Вивчення активності еластази та її інгібіторів у сироватці крові, тканинах артерій та вен у процесі моделювання експериментального артеріо-атеросклерозу».
З 2001 року працює та посаді старшого, з 2005 року — провідного наукового співробітника, а з березня 2015 року — завідувача відділу загальної та молекулярної патофізіології Інституту фізіології імені О. О. Богомольця НАН України. У 2005 році здобув вчене звання старший науковий співробітник. У 2006 році захистив дисертацію під керівництвом академіка НАН України Олексія Мойбенка на тему «Роль алельного поліморфізму генів ендотеліальної NO-синтази та протеасоми в патогенезі серцево-судинних захворювань: молекулярно-генетичні аспекти» і здобув науковий ступінь доктора медичних наук. У 2012 році здобув вчене звання професора.
У 2001—2014 роках продовжував викладати на кафедрі патофізіології НМУ, у 2010—2014 роках займав посаду (за сумісництвом) професора кафедри. З 2012 року також викладає на факультеті Фізики живих систем КПІ, з 2014 — на біологічному факультеті КНУ ім. Т.Шевченка.

## Наукові дослідження
Професор Досенко вивчає різноманітні аспекти патофізіології. Перші наукові роботи виконав у співавторстві з Кузьмою Веремєєнком і Юрієм Бицем. Вони стосувалися активності протеаз у крові та судинах. Надалі він досліджував роль протеасоми і убіквітин-залежного протеолізу в патофізіології інфаркту міокарду і програмованій смерті клітин серця — апоптозі й автофагії.
Також Віктор Досенко є спеціалістом у галузі медичної генетики. Він дослідив роль однонуклеотидних поліморфізмів у роботі ферменту NO-синтази та пов'язав певні алелі цього гену із схильністю до захворювань серця. У подальших роботах Досенко з колегами показали роль десятків алельних поліморфізмів інших генів у патогенезі різних захворювань, у першу чергу — серцево-судинної системи.
Автор більш як 100 наукових статей, співавтор 7 монографій, підручника патофізіології. Індекс Гірша Досенка за базою даних Scopus станом на червень 2017 року дорівнює 11 (109 публікацій були процитовані більш як 2400 разів у 1998—2017 роках).
Віктор Євгенович є членом спеціалізованих вчених рад із захисту дисертацій: Д 26.198.01 (Інститут фізіології ім. О. О. Богомольця) та Д 26.240.01 (Інститут біохімії ім. О. В. Палладіна).
Також є членом редколегій «Фізіологічного журналу» (Інститут фізіології ім. О. О. Богомольця) та «Українського біохімічного журналу» (Інститут біохімії ім. О. В. Палладіна).

## Освітня робота і популяризація науки
З 1995 року був асистентом кафедри патофізіології, вів практичні заняття. Читав курс лекцій із загальної патофізіології у Національному медичному університеті у 2010—2014 роках. З 2012 року читає авторський курс лекцій «Молекулярна фізіологія» для студентів спеціальності «Фізика життя» НТУУ КПІ.
У 2011 році посів друге місце у конкурсі «Викладач року», організованому студентським профкомом НМУ.
Бере участь у науково-популярних проектах, читає популярні лекції, пише статті для науково-популярного сайту «Моя наука».
Читав лекції у Відкритому університеті Майдану 4 лютого і 3 березня 2014 року.
У 2014 році посів перше місце у конкурсі «Викладач року», організованому студентським профкомом НМУ.
Віктор Досенко ініціював відкриті лекції з патологічної фізіології в Інституті фізіології ім. О. О. Богомольця для студентів та лікарів.
Лектор та демонстратор Днів науки.

## Студентська революція в НМУ 2014
22 лютого 2014 року разом із студентами Національного медичного університету професор Досенко зайшов до ректорату НМУ, після захоплення закликав студентів до мітингу наступного дня («лекції з гідності»). Досенко був проголошений студентами виконуючим обов'язки ректора. Під час мітингу під Міністерством охорони здоров'я 23 лютого більш як 2 тисяч студентів домоглися відсторонення від посади ректора Віталія Москаленка і початку розслідування його діяльності міжвідовчою комісією за участі студентів і викладачів НМУ. Також вони підтримували призначення міністерством Віктора Досенка виконуючим обов'язки ректора, проте на заваді стала відсутність основного місця роботи професора Досенка у НМУ. Компромісним варіантом між студентами і міністерством стало призначення на посаду в.о. ректора професора Катерини Амосової, яка обіцяла передати цю посаду Досенку за два дні, після призначення його повноцінним професором НМУ. Проте домовленість про призначення Віктора Досенка не було виконано і Амосова виконувала обов'язки ректора НМУ і після звільнення Москаленка з посади ректора 10 квітня.
МОЗ призначив вибори нового ректора, підготовку яких, на думку команди кандидата Досенка, тимчасова адміністрація університету вела недемократично. Лише 29 травня рішенням міністра охорони здоров'я Катерину Амосову було відсторонено від посади виконуючого обов'язки ректора на час передвиборчої кампанії. На виборах 11 червня Віктор Досенко отримав лише 2 голоси на конференції трудового колективу НМУ (0,8 %), але був підтриманий більшістю студентів, які взяли участь в опитуванні студентів і викладачів університету. Ректором НМУ було обрано Катерину Амосову.
У вересні 2014 року адміністрація НМУ не продовжила контракт з професором Досенком та позбавила його можливості викладати на кафедрі патофізіології.

## Події в НМУ 2015
За ініціативою громадських активістів, у числі яких є і Досенко В. Є., була ініційована комплексна міністерська перевірка НМУ ім. О. О. Богомольця з відстороненням ректорки Амосової К. М..

## Нагороди
- Державна премія України в галузі науки і техніки 2013 року — за цикл наукових праць «Кальцій-залежні клітинні механізми та їх роль в патологічних станах» (у складі колективу)[23]
- Премія НАН України імені М. Д. Стражеска (2008)

## Цікаві факти
- Віктор Досенко щороку відпускає бороду восени і голиться навесні. Влітку бороди не носить.
- Є бас-гітаристом рок-гурту «Старлінг».
- У 2014 році займав 2-гу позицію у рейтингу викладачів НМУ на сайті Студзона.[24] Проте з 31 жовтня 2015 року з'явилася велика кількість негативних оцінок Досенка, які знизили рейтинг[25]
- Навчався у російськомовній школі у Львові.
- Вегетаріанець

## Основні наукові публікації

### Статті у рецензованих наукових журналах
- Drozdovska, S.B. , Dosenko, V.E., Ahmetov, I.I., Ilyin, V.N. (2013). The association of gene polymorphisms with athlete status in Ukrainians. Biology of Sport, 30, 163—167.[недоступне посилання з листопадаа 2019]
- Kyrychenko, V.O., Nagibin, V.S., Tumanovska, L.V., Pashevin, D.O., Gurianova, V.L., Moibenko, A.A., Dosenko, V.E., Klionsky, D.J. (2013) Knockdown of PSMB7 induces autophagy in cardiomyocyte cultures: Possible role in endoplasmic reticulum stress. Pathobiology, 81, 8-14. [недоступне посилання з листопадаа 2019]
- Novokhatska, T., Tishkin, S., Dosenko, V., Boldyriev, A., Ivanova, I., Strielkov, I., Soloviev, A. (2013) Correction of vascular hypercontractility in spontaneously hypertensive rats using shRNAs-induced delta protein kinase C gene silencing. European Journal of Pharmacology, 718, 401—407. [недоступне посилання з листопадаа 2019]
- Benova, T., Viczenczova, C., Radosinska, J., Bacova, B., Knezl, V., Dosenko, V., Weismann, P., Zeman, M., Navarova, J., Tribulova, N. (2013) Melatonin attenuates hypertension-related proarrhythmic myocardial maladaptation of connexin-43 and propensity of the heart to lethalarrhythmias. Canadian Journal of Physiology and Pharmacology, 91, 633—639. [недоступне посилання з листопадаа 2019]
- Dosenko, V. E., Nagibin, V. S., Tumanovska, L. V., & Moibenko, A. A. (2006). Addenda Protective Effect of Autophagy in Anoxia-Reoxygenation of Isolated Cardiomyocyte?. Autophagy, 2(4), 305—306.
- Dosenko, V. E., Nagibin, V. S., Tumanovskaya, L. V., Moibenko, A. A., & Vaage, J. (2004). Postconditioning prevents apoptotic necrotic and autophagic cardiomyocyte cell death in culture. Fiziolohichnyi zhurnal (Kiev, Ukraine: 1994), 51(3), 12-17.
- Dosenko, V. E., Nagibin, V. S., Tumanovskaya, L. V., Zagoriy, V. Y., Moibenko, A. A., & Vaage, J. (2006). Proteasomal proteolysis in anoxia-reoxygenation, preconditioning and postconditioning of isolated cardiomyocytes. Pathophysiology, 13(2), 119—125.
- Веремеенко, К. Н., Досенко, В. Е., & Нагибин, В. С. (2003). Протеолитические ферменты и апоптоз. Укр. біохім. журн, 75(6), 10-24.

### Монографії
- Мойбенко, А. А., Досенко, В. Е., & Пархоменко, А. Н. (2008). Эндогенные механизмы кардиопротекции как основа патогенетической терапии заболеваний сердца. — К.: Наукова думка, 514. (рос.)